# River Laver
Der River Laver ist ein Wasserlauf in North Yorkshire, England. Er entsteht aus dem Zusammenfluss von South Gill Beck und North Gill Beck westlich von Dallow. Er fließt zunächst in östlicher Richtung. Zwischen Laverton und Galphay wendet er sich nach Süden, um dann östlich von Grantley erneut eine östliche Richtung einzunehmen. Er mündet am westlichen Rand von Ripon in den River Skell.